# Trần Đức Tài
Trần Đức Tài (sinh năm 1964) là một tướng lĩnh của lực lượng Công an nhân dân Việt Nam hàm Thiếu tướng. Ông hiện là Phó Bí thư Đảng ủy, Phó Giám đốc Công an Thành phố Hồ Chí Minh.

## Tiểu sử
Trần Đức Tài sinh năm 1964.
Trần Đức Tài là đảng viên Đảng Cộng sản Việt Nam, giữ chức vụ Ủy viên thường vụ Ban Chấp hành Đảng bộ Quận 1, Thành phố Hồ Chí Minh nhiệm kỳ 9 (2005 – 2010).
Từ năm 2007 đến năm 2013, Trần Đức Tài là Trưởng Công an Quận 1, Thành phố Hồ Chí Minh.
Ngày 2 tháng 10 năm 2013, Thượng tá Trần Đức Tài, Trưởng Công an Quận 1, Thành phố Hồ Chí Minh được Tổng cục Xây dựng lực lượng - Bộ Công an trao quyết định bổ nhiệm giữ chức vụ Phó Giám đốc Công an Thành phố Hồ Chí Minh. Trong cùng ngày, Thượng tá Trần Đức Tài cũng nhận được Quyết định của Bộ trưởng Bộ Công an Việt Nam thăng quân hàm lên Đại tá. 
Giám đốc Công an Thành phố Hồ Chí Minh thời điểm này là Thiếu tướng Nguyễn Chí Thành.
Năm 2019, Trần Đức Tài được Chủ tịch nước Cộng hòa xã hội chủ nghĩa Việt Nam Nguyễn Phú Trọng phong quân hàm Thiếu tướng Công an nhân dân Việt Nam.

## Lịch sử thụ phong quân hàm
| Năm thụ phong | –         | 2013   | 2019        |
| ------------- | --------- | ------ | ----------- |
| Quân hàm      |           |        |             |
| Cấp bậc       | Thượng tá | Đại tá | Thiếu tướng |